# Бубнов Іван Григорович
Іван Григорович Бубнов (рос. Иван Григорьевич Бубнов; 6 [18] січня 1872, Нижній Новгород — 13 березня 1919, Петроград) — російський корабельний інженер, математик і механік.

## Життєпис
Народився 6 (18) січня 1872 року у Нижньому Новгороді в купецькій сім'ї. У 1887 році закінчив Нижьоновгородське Володимирське реальне училище і вступив до Технічного училища Морського відомства в Кронштадті, яке закінчив у 1891 році з занесенням його імені на мармурову дошку.
У 1891—1893 роках служив молодшим суднобудівником на Новому Адміралтействі, брав участь у спорудженні ескадреного броненосця «Полтава».
У 1894 році вступив до Миколаївської морської академії, і знову його ім'я було занесено на мармурову дошку при закінченні ним у 1896 році суднобудівного відділу академії. Під час навчання в академії він створив перший вітчизняний прилад для вимірювання деформацій, і на крейсері «Росія» досліджував динаміку спуску корабля на воду. Також він виконав конкурсний проєкт океанського швидкохідного крейсера, який отримав першу премію у 1895 році. За пропозицією педагога академії О. М. Крилова його залишили в академії штатним викладачем. Одночасно слухав лекції з математики, аналітичної механіки та теорії ймовірностей у Петербурзькому університеті.

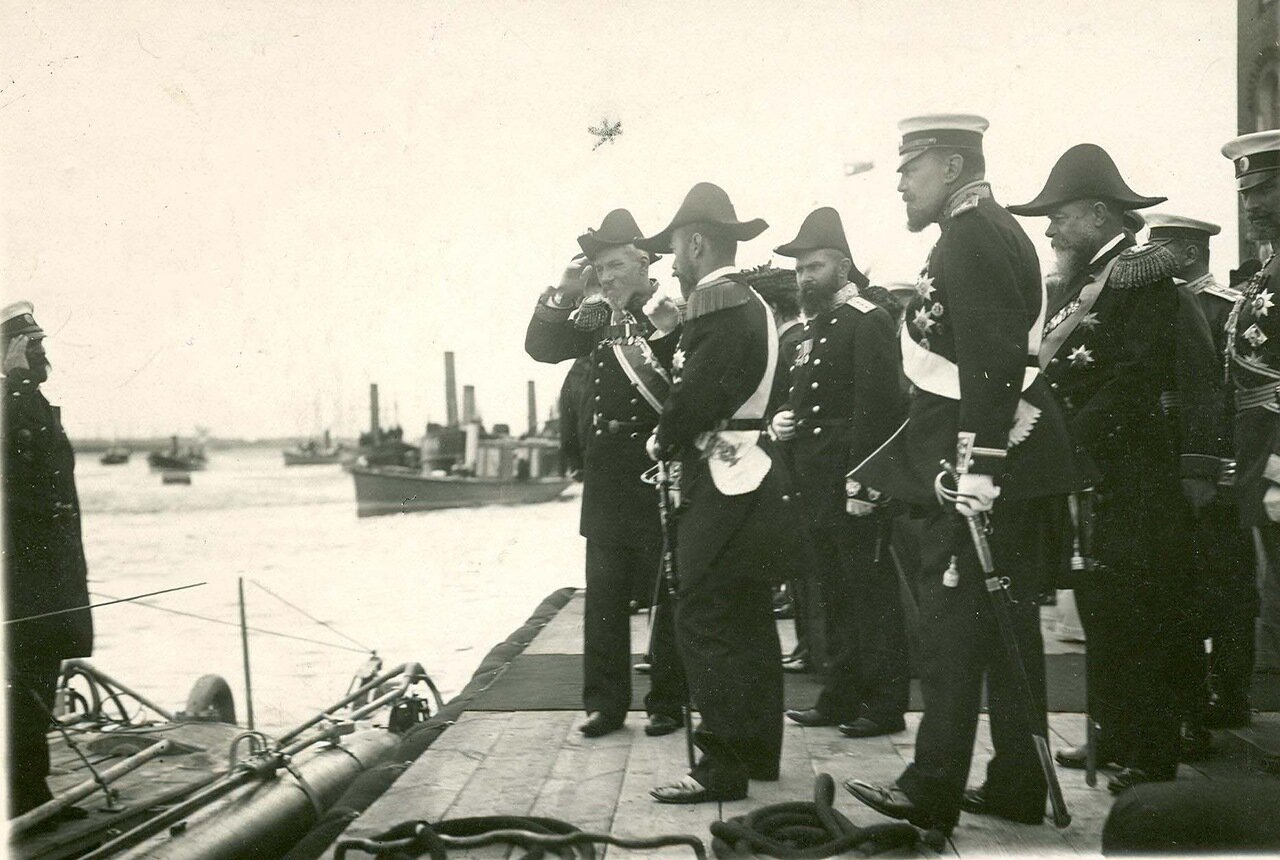
Микола II приймає доповідь командира субмарини «Дельфін» М. К. Беклемишева на Балтійському заводі. І. Г. Бубнов стоїть за імператором. 1903 рік

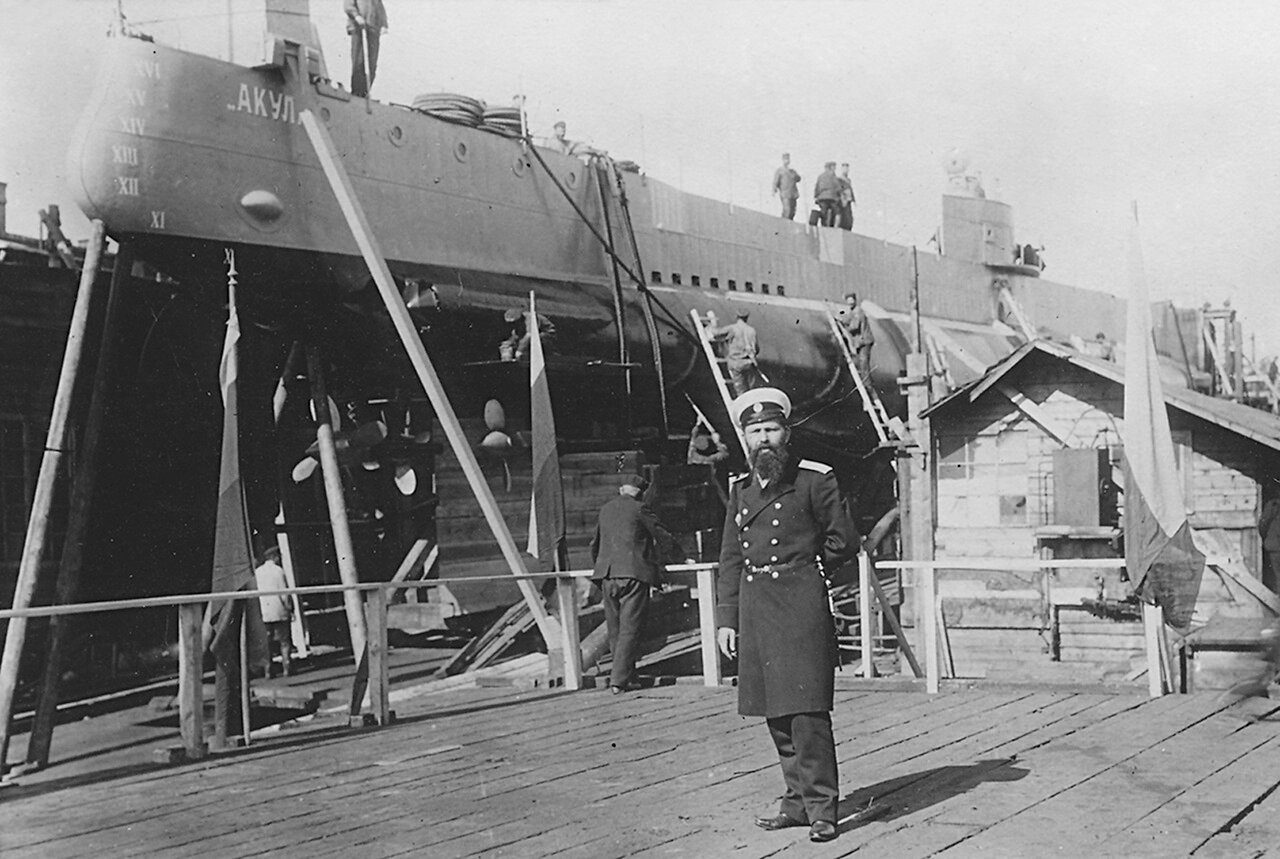
Споруда «Акули» і її конструктор — корабельний інженер І. Г. Бубнов. 1906—1909 роки

У 1900 році Бубнову доручили проєктування крейсера-яхти «Алмаз», успішне випробування якого відбулося в 1903 році. Цей корабель взяв участь у Цусімській битві і єдиний зміг прорватися до Владивостока.
У 1900 році Бубнов очолив Комісію з розробки проєкту першого російського підводного човна з двигунами внутрішнього згоряння — «Дельфін» (до складу комісії входили також І. С. Горюнов, М. М. Беклемішев). До весни 1901 року проєкт був готовий, і Бубнова призначили його будівельником, керував випробуваннями і здачею. У 1903 році човен пройшов випробування на Неві.
З 1903 року по 1908 рік І. Г. Бубнов — начальник суднобудівної креслярської Морського технічного комітету (МТК), де були розроблені проєкти підводних човнів «Касатка», «Мінога», «Акула», типів «Барс», «Морж» («Нерпа»). За його проєктами збудовано 32 субмарини.
Як писав І. Г. Бубнов у 1917 році, з кінця 1909 року він вирішив звільнитися з Балтійського заводу; «…тільки вмовляння начальника заводу і прохання моїх співробітників, які переконували, що моє звільнення може зруйнувати з великими зусиллями створену справу, змусили мене тимчасово залишитися. Але все ж з цього часу (з кінця 1909 року) я перестав бути будівельником човнів, і став лише консультантом Балтійського заводу». У 1908 році І. Г. Бубнов призначений старшим помічником завідувача Опитовим басейном у Петербурзі; завідувачем у тому ж році став його вчитель О. М. Крилов. У 1913 році Бубнов здійснив повну модернізацію обладнання басейну. З цього року почав функціонувати другий — динамометричний — візок з електрорухом, спроєктована ним.
З 1904 року він також був викладачем у Петербурзькому політехнічному інституті. З 1909 року — професор. З 1910 року — викладач у Морській академії; одночасно викладав у Морському корпусі.
У 1907 році Бубнов зарахований до списків офіцерів підводного плавання.
До 1917 року І. Г. Бубнов закінчив проєкт нового інституту, який мав розміщуватися на території Марсового поля.
З 1912 року — генерал-майор корпусу корабельних інженерів.
У 1910—1912 роках і 1914—1916 роках — консультант Балтійського заводу з перервами, і з 1912—1917 років — суднобудівного товариства «Ноблесснер» у Ревелі. Був членом центральної ради експертів, очолюваної К. П. Боклевським, керував на Балтійському заводі переробкою легких крейсерів на нафтоналивні судна, розробляв програму для річкового флоту.
Вперше створив методи розрахунку пластин, які працюють у складі корпусу судна («Напруження в обшивці суден від тиску води», 1902). Математично пояснив питання місцевої та загальної міцності суден у наступних роботах.
Його теоретичні роботи використовувалися при проєктуванні лінійних кораблів і підводних човнів у 1908—1910 роках, частково використовуються і наразі.
Бубнов керував розробкою на Балтійському суднобудівному заводі в Санкт-Петербурзі проєкту лінкорів типу «Севастополь» — перших дредноутів Росії (закладені в червні 1909 року, спущені на воду у червні-вересні 1911 року, введені в дію у листопаді-грудні 1914 року), що брали участь у першій і другій світовій війні, обороні Ленінграда. Решта лінкорів, побудованих у Росії, також проектувалися і будувалися на основі цього типу.
У 1914 році під керівництвом Бубнова в ГУК (Головному Управлінні Кораблебудування) розроблено проєкт могутнішого дредноута з винятковими для свого часу бойовими якостями (реалізований цей проєкт не був).
Помер у 1919 році від тифу. С. О. Базилевський відзначав, що «Після смерті І. Г. Бубнова не залишилося ні його учнів у цій специфічній сфері, ні теоретичних робіт, методик, розрахунків або пояснювальних записок. Тільки готові кораблі і їх креслення…». Похований І. Г. Бубнов на Смоленському кладовищі у Санкт-Петербурзі.

## Нагороди
Нагороджений орденами Святого Володимира 3-го і 4-го ступеня, Святої Анни 2-го ступеня.

## Пам'ять

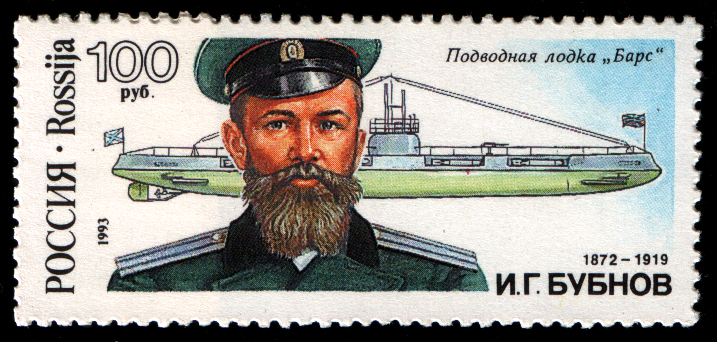
Поштова марка Росії із серії «Російські суднобудівники. До 300-річчя Російського флоту», присвячена І. Г. Бубнову, 1993, 100 рублів (ІТЦ 118, Скотт 6172)

- Його ім'ям названі танкер (1975) і контейнеровоз (1985).
- У центрі Нижнього Новгорода на колишній будівлі реального училища, яке він закінчив у 1887 році, встановлено меморіальну дошку.
- У 2001 році на будинку за адресою вулиця Марата, 90 встановлено меморіальну дошку (автори І. Д. Спаський, В. П. Семенов, художник В. П. Алексєєв) з текстом: «Бубнов Іван Григорович, головний конструктор ПЛ ВМФ Росії, заснував у 1901 році конструкторське бюро (наразі ЦКБ МТ „Рубін“) заслужений професор, генерал-майор корпусу корабельних інженерів».

## Адреси в Санкт-Петербурзі— Петрограді
- 1892—1893, 1894—1899, 1907 - 13 березень 1919 року — прибутковий будинок Б. Б. Глазова (16-а лінія, б. 13)[6];
- 1893—1894 — Англійський проспект, 5;
- 1899—1900 — Миколаївська (Лейтенанта Шмідта з 1925) набережна, 13;
- 1900—1905 — лінія 11-а, 24;
- 1905—1907 — Середній проспект Василівського острова, 34.